# 帝都復興院
帝都復興院為日本政府於大正12年（1923年）關東大地震發生後的同年9月27日，由當時的山本權兵衛內閣所設置之政府救災機關，由時任東京市長後藤新平出任首任總裁。但由於預算問題，1924年2月25日，帝都復興院被廢止，由復興局繼續完成其任務。1930年4月1日，復興局改組為復興事務局。1932年4月1日，復興事務局被廢止。

## 另見
- 復興廳